# Anthony J. Leggett
Anthony James Leggett (Camberwell, Londres; 26 de marzo de 1938) es un físico británico. Fue premiado con el Premio Nobel de Física en 2003 por sus contribuciones a la teoría de los superconductores y superfluidos, y con el Premio Wolf en Física en la edición 2002-03.

## Carrera científica
Leggett trabajó durante el período de agosto de 1964 a agosto de 1965 como becario postdoctoral en la Universidad de Illinois en Urbana-Champaign (UIUC), donde David Pines y sus colaboradores (John Bardeen, Gordon Baym, Leo Kadanoff y otros) le proporcionaron un entorno fértil. Luego pasó un año en el grupo del profesor Takeo Matsubara de la Universidad de Kioto en Japón.
Tras varias estancias en diversas universidades (Oxford, Harvard e Illinois) trabajó durante quince años (1967 a 1982) en la universidad de Sussex, Reino Unido.
Desde 1982, es profesor en la Universidad de Illinois en Urbana-Champaign, Estados Unidos, donde actualmente preside el Instituto para la Teoría de la materia condensada.

## Premios y distinciones
Leggett ha recibido importantes premios en reconocimiento a su actividad científica:
- Premio Nobel de Física en 2003
- Medalla y Premio Maxwell (1975)
- Medalla y Premio Paul Dirac del Instituto de Física (1992)
- Premio Wolf en Física (2002/03)